# هايدن شيلينغ
هايدن شيلينغ (بالإنجليزية: Hayden Schilling)‏ هو مؤرخ أمريكي، ولد في 2 يونيو 1935.